# 林和人
林 和人（はやし かずと、1975年7月14日 - ）は、北海道テレビ放送（HTB）のアナウンサー、編成局アナウンス部長。

## 来歴・人物
岐阜県大垣市出身。早稲田大学教育学部国語国文学科卒業。1999年に高知さんさんテレビ（KSS）に入社。2001年9月、北海道テレビ放送に移籍。高知さんさんテレビ時代の同期は尾辻舞（後にテレビ神奈川アナウンサーを経てフリー）。
野球中継などのスポーツ中継を行うこともある。2022年7月より、佐藤良諭の後任として、アナウンス部長も務めている。
2023年9月29日、11年半担当したイチモニ!を番組卒業。

## 現在の担当番組
- スーパーベースボール・イチオシ!!ファイターズ（北海道日本ハムファイターズ戦） - 実況
- HTBニュース - キャスター（不定期出演）

## 過去の担当番組
高知さんさんテレビ
- SUNSUNスーパーニュース(キャスター)

北海道テレビ放送
- イチモニ!  - メインMC、ニュース（2012年4月 - 2023年9月）

- ドラバラ鈴井の巣（ナレーション）
- 情報ワイド 夕方Don!Don!（ニュースキャスター、2002年10月 - 2003年3月）
- 小学生クラス対抗30人31脚 北海道地区大会（実況、2009年）
- おはよう天気HTB
- イチオシ!（スポーツコーナー「イチスポ!」担当（月 - 水曜））
- 素晴らしい世界（ナレーション）

## 映画
- 映画ドラえもん のび太のひみつ道具博物館（2013年） - 警官・作業員 役（声の出演）
- クレヨンしんちゃん 襲来!!宇宙人シリリ（2017年） - 宇宙人 役（声の出演）[3]